# M/S Notos
 M/S Notos (före detta Abha, Bore Song, Key Biscayne, Seaboard Horizon, Bore Song, Transnordica, Traden, Trader I) är en fraktfärja ägd av cypriotisk Salamis Lines som går mellan Pireus, Limassol och Haifa. Fartygets hemmahamn är Limassol i Cypern och dess fraktkapacitet är 1 268 längdmeter.